# 포켓몬 유나이트
《포켓몬 유나이트》는 티미 스튜디오 그룹이 개발하고 더 포켓몬 컴퍼니가 안드로이드와 iOS용으로, 또 닌텐도가 닌텐도 스위치용으로 배급한 부분 유료화 멀티플레이어 온라인 배틀 아레나 비디오 게임이다.
2020년 6월 24일 포켓몬 프리젠츠 프레젠테이션에서 발표되었다. 이 게임은 2021년 7월 21일 닌텐도 스위치용으로 출시되었다. 안드로이드와 iOS용으로는 2021년 9월 22일 출시되었다. 2021년 3월 기준으로, 닌텐도 스위치와 모바일 장치 간 크로스 플랫폼 플레이를 업데이트 할 계획이다.

## 평가
《포켓몬 유나이트》는 리뷰 애그리게이터 웹사이트 메타크리틱에서 "복합적이거나 평균적인 평가"를 받았다.

## 참조

### 내용주
1. ↑  영어: Pokémon Unite